# Ponzano Veneto
Ponzano Veneto is een gemeente in de Italiaanse provincie Treviso (regio Veneto) en telt 10.894 inwoners (31-12-2004). De oppervlakte bedraagt 22,1 km2, de bevolkingsdichtheid is 493 inwoners per km2.

## Demografie
Ponzano Veneto telt ongeveer 4122 huishoudens. Het aantal inwoners steeg in de periode 1991-2001 met 29,7% volgens cijfers uit de tienjaarlijkse volkstellingen van ISTAT.
| Jaar | Inwoneraantal |
| ---- | ------------- |
| 1991 | 7542          |
| 2001 | 9783          |

## Geografie
Ponzano Veneto grenst aan de volgende gemeenten: Paese, Povegliano, Treviso, Villorba, Volpago del Montello.